# Hakone-chan
Hakone-chan (温泉幼精ハコネちゃん?, Onsen yōsei Hakone-chan, lett. "La giovane fata delle acque termali Hakone-chan") è un manga scritto e disegnato da Daisuke Yui, serializzato sul sito Comic Meteor della Aplix dal 2012. Un adattamento anime, coprodotto da Asahi Production e Production Reed, è stato trasmesso in Giappone tra il 4 ottobre e il 27 dicembre 2015.

## Personaggi

La protagonista Hakone

Hakone (ハコネ?)
Doppiata da: Saki Ono
Tōya (冬哉?)
Doppiato da: Taishi Murata
Miya (ミヤ?)
Doppiata da: Yūki Kuwahara
Haruna (榛名?)
Doppiata da: Mao Ichimichi
Aki (亜季?)
Doppiata da: Ayaka Asai
Gōra (ゴウラ?)
Doppiata da: Aoi Yūki
Ashinoko (アシノコ?)
Doppiata da: Ayana Taketatsu

## Media

### Manga
La serie, scritta e disegnata da Daisuke Yui, viene serializzata online sul sito web Comic Meteor della Aplix dal 2012. Il primo volume tankōbon è stato pubblicato il 12 novembre 2013, mentre il secondo è uscito il 12 aprile 2014.

#### Volumi
| Nº | Data di prima pubblicazione | Data di prima pubblicazione | Data di prima pubblicazione |
| Nº | Giapponese                  | Giapponese                  |                             |
| -- | --------------------------- | --------------------------- | --------------------------- |
| 1  | 12 novembre 2013            | ISBN 978-4-593-85760-9      |                             |
| 2  | 12 aprile 2014              | ISBN 978-4-593-85774-6      |                             |

### Anime
La serie televisiva anime di tredici episodi, coprodotta da Asahi Production e Production Reed per la regia di Takeyuki Yanase, è andata in onda dal 4 ottobre al 27 dicembre 2015. La sigla di apertura è Hakone hakoiri musume (ハコネハコイリムスメ?) delle Petit milady, un gruppo formato da Aoi Yūki e Ayana Taketatsu. In Italia e nel resto del mondo, ad eccezione dell'Asia, gli episodi sono stati trasmessi in streaming, in contemporanea col Giappone, da Crunchyroll.

#### Episodi
| Nº | Titolo italiano Giapponese 「Kanji」 - Rōmaji                                                               | In onda          | In onda |
| Nº | Titolo italiano Giapponese 「Kanji」 - Rōmaji                                                               | Giapponese       |         |
| 1  | L'arrivo di Hakone! 「ハコネちゃん降臨！」 - Hakone-chan kōrin!                                             | 4 ottobre 2015   |         |
| 2  | Hakone e la scatola misteriosa 「ハコネちゃんと秘密箱」 - Hakone chan to himitsu-bako                       | 11 ottobre 2015  |         |
| 3  | Hakone e Hakoneko 「ハコネちゃんとハコネコ」 - Hakone-chan to Hakoneko                                      | 18 ottobre 2015  |         |
| 4  | Hakone, lo spirito delle terme 「ハコネちゃんと観光大使」 - Hakone-chan to kankō taishi                     | 25 ottobre 2015  |         |
| 5  | La piccola Hakone e la grande Hakone 「ハコネちゃんとハコネ様」 - Hakone-chan to Hakone-sama                | 1º novembre 2015 |         |
| 6  | Hakone e Miya 「ハコネちゃんとミヤちゃん」 - Hakone-chan to Miya-chan                                       | 8 novembre 2015  |         |
| 7  | Hakone e la piscina termale 「ハコネちゃんと温泉プール」 - Hakone-chan to onsen pūru                        | 15 novembre 2015 |         |
| 8  | Hakone va a Jigokudani 「ハコネちゃんと地獄谷」 - Hakone-chan to Jigokudani                                 | 22 novembre 2015 |         |
| 9  | Hakone va a Otamagaike 「ハコネちゃんとお玉ヶ池」 - Hakone-chan to Otamagaike                               | 29 novembre 2015 |         |
| 10 | Hakone e il parco Goura 「ハコネちゃんと強羅公園」 - Hakone-chan to Gōra kōen                               | 6 dicembre 2015  |         |
| 11 | Hakone e la Tekkosen 「ハコネちゃんと鉄甲船」 - Hakone-chan to Tekkōsen                                     | 13 dicembre 2015 |         |
| 12 | Hakone e i nuovi spiriti delle terme 「ハコネちゃんと新たな温泉精霊」 - Hakone-chan to aratana onsen seirei | 20 dicembre 2015 |         |
| 13 | Un nuovo giorno con Hakone 「ハコネちゃんとまた新しい日常」 - Hakone-chan to mata atarashii nichijō         | 27 dicembre 2015 |         |